# The Stone : Issue One
The Stone : Issue One est un album de musique en partie improvisée (la pièce Part One est un titre de Masada) joué par un ensemble de musiciens de la scène avant-gardiste new yorkaise réunis à l'initiative de John Zorn. Contrairement à ce qui est souvent affirmé, ce n'est pas un enregistrement public dans le club The Stone, mais un enregistrement réalisé dans le studio de Bill Laswell . C'est le premier d'une série d'albums dont les profits de la vente servent au financement du club dont John Zorn est directeur artistique.

## Titres
| No | Titre        | Durée |
| -- | ------------ | ----- |
| 1. | Introduction | 4:24  |
| 2. | Interlude 1  | 2:37  |
| 3. | Part One     | 6:52  |
| 4. | Interlude 2  | 1:50  |
| 5. | Part Two     | 16:31 |
| 6. | Interlude 3  | 1:38  |
| 7. | Postlude     | 4:25  |
| 8. | Coda         | 9:29  |

## Personnel
- Rob Burger - orgue, piano électronique
- Dave Douglas - trompette
- Bill Laswell - basse
- Mike Patton - voix
- Ben Perowsky - batterie
- John Zorn - saxophone alto